# ری ریچاردز (بازیکن فوتبال)
 ری ریچاردز (انگلیسی: Ray Richards؛ زادهٔ ۱۸ مهٔ ۱۹۴۶) یک بازیکن فوتبال اهل استرالیا است.
وی همچنین در تیم ملی فوتبال استرالیا بازی کرده است.